# 微光 (陳慧琳專輯)
《微光》為香港歌手陳慧琳的國語專輯，英文名稱《Chasing Dreams》，於2010年3月16日正式發行，台灣則於3月23日發售。此專輯以幸福為主題，一共收錄了10首國語歌曲。

## 專輯簡介

### 製作歷程
《微光》是陳慧琳自2005年推出的《我是陽光的》後，五年來的國語唱片，亦是生育後的第一張唱片。因為在2008年結婚及2009年生育，幸福又美滿的生活，令作曲、填詞人都為陳慧琳寫了與幸福有關的作品，唱片順理成章亦以幸福作主題。由於有太多以幸福命名的作品，唱片公司特意將兩首以幸福命名的作品名稱修改。
《微光》的唱片製作其實早於2009年上半年已經開始，當時陳慧琳一邊懷孕，一邊錄音，後來因生育而暫停工作，至2009年尾才繼續進行，並2010年年頭完成後期工作。唱片的英文名稱是《Chasing Dreams》，其實是有多層意思，第一是即追求夢想，回應著點題作，希望年青人追尋夢想的主題。另外，陳慧琳兒子的英文名字是Chace，與唱片名稱中的chase其實是同音，這張唱片可算是陳慧琳結婚、生育後，幸福生活的一個見證。

## 曲目
| CD       | CD                 | CD            | CD          | CD                      | CD       | CD                                        | CD    |
| 曲序     | 曲目               |               | 作曲        | 编曲                    | 製作人   | 备注                                      | 时长  |
| -------- | ------------------ | ------------- | ----------- | ----------------------- | -------- | ----------------------------------------- | ----- |
| 1.       | 你讓我懂           | 姚若龍        | 陳台證      | 京延                    | 馬毓芬   | 第二主打                                  | 4:42  |
| 2.       | 愛情天使的一面     | 鄔裕康        | 廖卓瑩      | Martin Tang             | 馬毓芬   | 第四主打歌 粵語版本為吳若希《錯過了》     | 3:42  |
| 3.       | 快樂移動           | 崔恕          | 謝          | 舒文                    | 舒文     |                                           | 3:30  |
| 4.       | 微光               | 深白色        | 馮翰銘      | 吳偉賢                  | 馮翰銘   | 第三主打                                  | 4:04  |
| 5.       | 愛的學校           | 易家揚        | 曾一鳴 蹇紅 | 蔡明耀                  | 李偉菘   |                                           | 4:10  |
| 6.       | 永遠的福氣         | 雷頌德 林夕   | 雷頌德      | 雷頌德                  | 雷頌德   |                                           | 3:09  |
| 7.       | 雨天               | 深白色        | 雷頌德      | 雷頌德                  | 雷頌德   |                                           | 3:11  |
| 8.       | 現在進行式         | 徐世珍 吳輝福 | 陳忠義      | Martin Tang             | 馬毓芬   |                                           | 3:49  |
| 9.       | 幸福的快車         | 雷頌德 姚謙   | 雷頌德      | Ted Lo 雷頌德           | 雷頌德   | 第一主打 香港迪士尼樂園虎年新春廣告主題曲 | 3:46  |
| 10.      | 望愛（譚詠麟合唱） | Anna 啟馨     | Anna 啟馨   | Anna 啟馨 鄭可望 鄭可恩 | 馬毓芬   | 《相愛維命》國語版                        | 4:26  |
| 总时长： | 总时长：           | 总时长：      | 总时长：    | 总时长：                | 总时长： | 总时长：                                  | 38:35 |

## 派台歌曲成績
第一首:《幸福的快車》

第二首:《你讓我懂》

第三首:《微光》作為專輯的點題作品，亦是對唱功極具挑戰性的一首，日系搖滾的曲風用了絃樂及電結他令歌曲編曲豐富且有氣勢，陳慧琳則在開頭放輕聲線，由弱至強地表現《微光》看似微弱但其實強大。《微光》的歌詞是填詞人深白色為陳慧琳度身定造，背景是陳慧琳多年前創立了一個基金，目的是協助年青人得到基本教育。填詞人深白色就以陳慧琳的角度，寫出對年青人的說話，鼓勵他們。

第四首:《愛情天使的一面》
| 歌曲           | 叱咤903 | 香港電台 | 新城電台 | 新城國語力 |
| 幸福的快車     | -       | -        | -        | -          |
| 你讓我懂       | -       | -        | -        | 7          |
| 微光           | 12      | 10       | 3        | 1          |
| 愛情天使的一面 | -       | -        | -        | -          |

- 粗體代表冠軍歌

## 相關活動
- 2010年3月15日於北京東三環千禧大酒店舉行《微光》亞洲發片記者會[2]
- 2010年3月23日至3月25日於台灣三天密集式宣傳活動
- 2010年3月28日於香港Mega Box《微光》簽唱會[3][4]

## 相關網站
- 陳慧琳官方網站
- 環球及正東唱片官方網站 （页面存档备份，存于）